# کوشتانینکا رادکووا
کوشتانینکا رادکووا (انگلیسی: Kostadinka Radkova؛ زادهٔ ۲۶ ژوئن ۱۹۶۲) بازیکن بسکتبال اهل بلغارستان است.
از باشگاه‌هایی که در آن بازی کرده‌است می‌توان به اشاره کرد.